# Liza Ferschtman
Liza Ferschtman (1979) è una violinista olandese che si esibisce a livello internazionale, sia come solista con orchestra che in musica da camera. Ha ricevuto il Nederlandse Muziekprijs nel 2006 e ha diretto il Delft Chamber Music Festival dal 2007.

## Formazione
Ferschtman è nata a Hilversum da una famiglia di musicisti ebrei russi, figlia del violoncellista Dmitri Ferschtman e della pianista Mila Baslawskaja. All'età di cinque anni iniziò a studiare con il violinista Philipp Hirschhorn, che era un amico di famiglia, e in seguito con Ivry Gitlis, Igor Oistrach e Aaron Rosand . Ha studiato in seguito al Conservatorio dell'Aia con Qui van Woerdekom, al Conservatorium van Amsterdam con Herman Krebbers, al Curtis Institute of Music con Ida Kavafian, e alla Guildhall School of Music and Drama con David Takeno.

## Esibizioni solistiche
Ferschtman è apparsa come solista con la Concertgebouw Orchestra, la Rotterdam Philharmonic Orchestra, l'Orchestre National de Belgique, la Yomiuri Nippon Symphony Orchestra, la Malaysian Philharmonic Orchestra, la Schleswig-Holstein Festival Orchestra e la Bremer Philharmoniker  . Ha anche suonato con la Philharmonia di Praga, la Franz Liszt Chamber Orchestra, la Netherlands Student Orchestra e la Sweelinck Orchestra  . Ha collaborato con direttori quali, tra gli altri, Frans Brüggen, Christoph von Dohnányi, Iván Fischer, Neeme Järvi, Lev Markiz , Shlomo Mintz, Mendi Rodan, Leonard Slatkin e Jaap van Zweden.  Nel 2017, ha suonato il concerto per violino di Alban Berg "Alla memoria di un angelo" con la Nordwestdeutsche Philharmonie, diretta da Dirk Kaftan .

## Musica da camera
Nel 2005 e 2006 Ferschtman ha suonato l'integrale delle Sonate per violino di Ludwig van Beethoven al Concertgebouw con il pianista Inon Barnatan . Il duo ha anche suonato altri Paesi europei, tra cui Austria, Belgio, Inghilterra, Francia, Germania, Russia e Svizzera. Nel 2006 il duo ha suonato in recital a New York City. La televisione olandese ha trasmesso concerti al Concertgebouw per il decimo anniversario dello Zondagochtendconcert e un concerto solista all'aperto. 
Dal 2007 Ferschtman è direttore artistico del Delft Chamber Music Festival, fondato dalla violinista Isabelle van Keulen nel 1996, a cui ha aggiunto musica vocale e musica contemporanea, ad esempio nel 2016 è stato eseguito l'ottetto per archi di Weill Die sieben Todsünden e ha avuto luogo un concerto dei Tallis Scholars.
Nel 2014, ha suonato con i membri della Beethoven Orchester Bonn un concerto di musica da camera alla Beethoven House, opere per trio d'archi di Schubert, Ernst von Dohnányi e György Kurtág e il quartetto per pianoforte in do minore op . 60 di Johannes Brahms.  Con il clavicembalista Jonathan Cohen ha eseguito nel 2016 tutte le Sonate per Rosario di Heinrich Biber, con un plauso positivo. Le diverse accordature di violino hanno richiesto a Ferschtman di avere sette violini sul palco; la performance è stata infatti recensita come un "raro tour de force".

## Premi
Nel 1994 Ferschtman ricevette il primo premio al concorso Iordens Viooldagen. Nel 1997 le è stato assegnato un premio al Nationaal Vioolconcours Oskar Back. Nel 2003 le è stato assegnato il secondo premio al concorso internazionale di violino di Sion. Il 24 novembre 2006 le è stato assegnato il Nederlandse Muziekprijs .

## Registrazioni (selezione)
La sua prima registrazione avvenne nel 2004, con un programma di musica da camera con il pianista Bas Verheijden che comprendeva la Sonata per violino di Franck, la Sonata per violino di Poulenc, la Sonata per Violino di Debussy la Sonata per violino e altra musica di Stravinsky, Tchaikovsky e Shostakovich.  Ferschtman ha registrato nel 2007 la Sonata per violino di Beethoven in sol maggiore op. 96 (1812) e la Fantasia di Schubert per pianoforte e violino in do maggiore "Sei mir gegrüßt", re 934, con il pianista Inon Barnatan.  Un critico ha scritto: "Il loro modo di suonare ha quella rara combinazione di freschezza e unanimità, come se due amici affini stessero parlando di qualcosa di caro ai loro cuori". Nel 2009, ha registrato concerti per violino di Julius Röntgen con lo Staatsphilharmonie Rheinland-Pfalz, diretta da David Porcelijn . Il suo suono venne descritto come "agile ma mai esile", e si disse che il suo modo di suonare "infonde ad ogni frase vita ed energia".  Nel 2010 ha registrato il Concerto per violino di Beethoven e le sue romanze con la Netherlands Symphony Orchestra diretta da Jan Willem de Vriend  . Un recensore ha osservato che, oltre alla sua "purezza di tono e assoluta qualità di canto"  c'è anche "un senso di collaborazione e un lavoro di squadra amichevole" basato sul suo lavoro di musicista da camera.